# Xylotrechus variegatus
Xylotrechus variegatus là một loài bọ cánh cứng trong họ Cerambycidae.